# 阿龙维尔
阿龙维尔（法語：Arronville，法語發音：[aʁɔ̃vil] ⓘ）是法国法蘭西島大區瓦兹河谷省的一个市镇，位于该省西北部，属于蓬图瓦兹区。

## 地理
阿龙维尔（49°10'52"N, 2°6'49"E）面积15.85 平方千米，位于法国法蘭西島大區瓦兹河谷省，该省份为法国北部内陆省份，北起瓦兹省，西接厄尔省，南至塞纳-圣但尼省、上塞纳省和伊夫林省，东临塞纳-马恩省。
与阿龙维尔接壤的市镇（或旧市镇、城区）包括：昂布兰维尔、贝维尔、弗鲁维尔、阿拉维利耶、默努维尔、特维尔、博尔内勒。

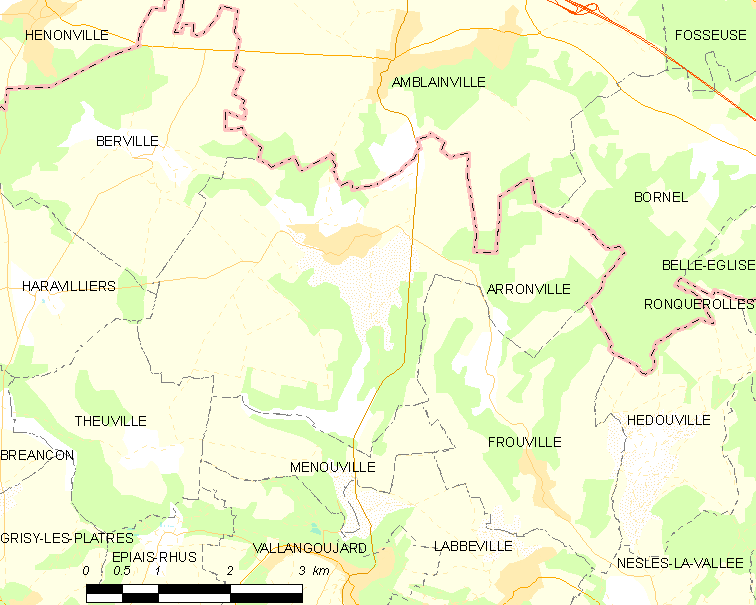
阿龙维尔的OSM定位图

阿龙维尔的时区为UTC+01:00、UTC+02:00（夏令时）。

## 行政
阿龙维尔的邮政编码为95810，INSEE市镇编码为95023。

## 政治
阿龙维尔所属的省级选区为蓬图瓦兹县。

## 人口

1962-2008年间阿龙维尔人口变化图示

阿龙维尔于2022年1月1日时的人口数量为619人。